# خوسيه غوميز (دراج)
خوسيه غوميز (بالإسبانية: José Gómez Lucas)‏ مواليد 9 يناير 1944 في مدريد - الوفاة 14 يونيو 2014 في مدريد، كان دراج إسباني. سبق أن شارك في دورة الألعاب الأولمبية الصيفية.

## روابط خارجية
- خوسيه غوميز على موقع أرشيف الدراجات (الإنجليزية)
- خوسيه غوميز على موقع إحصائيات الدراجات الإحترافية (الإنجليزية)
- خوسيه غوميز على موقع أوليمبيديا (الإنجليزية)